# NSC-34

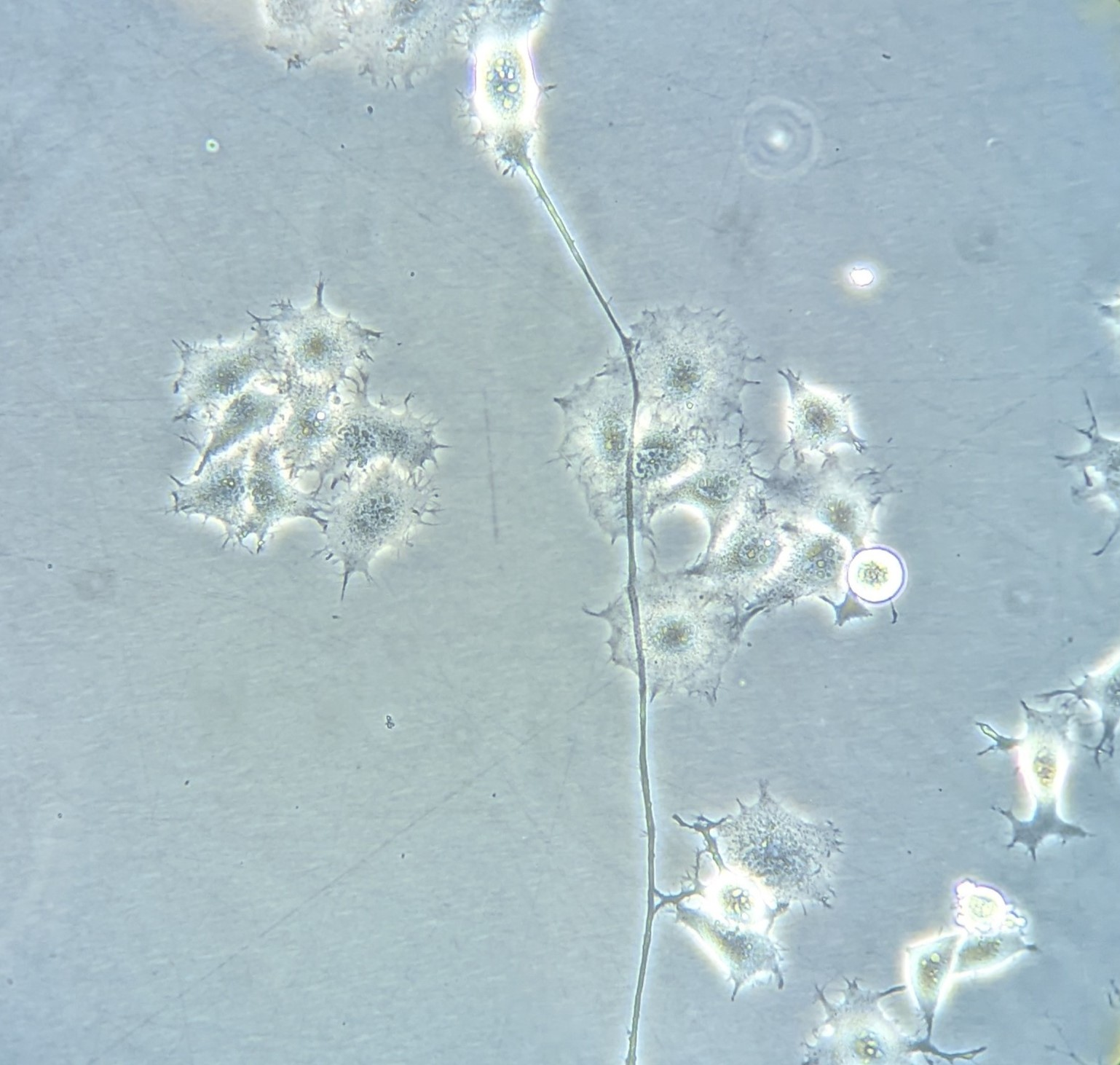
细胞培养中的NSC-34

NSC-34细胞（Neuroblastoma x Spinal Cord - 34）是一种杂交细胞系，由胚胎小鼠脊髓细胞与神经母细胞瘤细胞N18TG2融合而成，能表现出许多运动神经元的特性，可作为研究肌萎缩性脊髓侧索硬化症（ALS）的体外（in vitro）模型。

## 外部連結
- Cellosaurus entry for NSC-34